# Championnat de Tchéquie de rugby à XV
Le championnat de Tchéquie de rugby à XV dénommé Extraliga, rassemble les sept meilleurs club de rugby à XV de Tchéquie.

## Historique
La compétition est fondée en 1993.
En 2018, le format de la compétition change. Jusque-là basé sur un format automne-printemps à cheval sur deux années, elle adopte un format printemps-automne sur une seule année.

## Identité visuelle

Évolution du logo
Logo de 2010 à 2018.
Logo instauré en 2019.

## Palmarès
| - 1993: RC Vyškov - 1994: RC Vyškov - 1995: RC Tatra Smíchov - 1996: RC Říčany - 1997: RC Tatra Smíchov - 1998: RC Sparta Prague - 1999: RC Sparta Prague - 2000: RC Dragon Brno - 2001: RC Říčany - 2002: Praga Rugby - 2003: RC Tatra Smíchov - 2004: RC Říčany - 2005: RC Říčany - 2006: RC Říčany - 2007: RC Tatra Smíchov - 2008: RC Tatra Smíchov - 2009: RC Tatra Smíchov - 2010: RC Slavia Prague - 2011: RC Říčany - 2012: RC Říčany - 2013: RC Tatra Smichov - 2014: Praga Rugby - 2015: Praga Rugby - 2016: RC Vyškov - 2017: RC Sparta Prague - 2018: RC Tatra Smíchov - 2019: RC Sparta Prague - 2020 : Annulé - 2021: RC Říčany - 2022: RC Říčany - 2023: RC Říčany |

## Bilan par club du championnat de Tchéquie
| Club             | Titres |
| ---------------- | ------ |
| RC Tatra Smíchov | 8      |
| RC Ricany        | 7      |
| RC Sparta Prague | 4      |
| Praga Rugby      | 3      |
| RC Vyškov        | 3      |
| Dragon Brno      | 1      |
| RC Slavia Prague | 1      |